# Ornithindecarboxylase
Ornithindecarboxylase ist ein Enzym, das die Decarboxylierung von Ornithin zu Putrescin katalysiert.

## Eigenschaften
Die Ornithindecarboxylase katalysiert in tierischen Zellen die Reaktion von L-Ornithin zu Putrescin und CO2:
Putrescin ist das Vorläufermolekül für die Polyamine Spermidin und Spermin, und zusammen mit diesen an der Zellproliferation beteiligt. Die Aktivität der ODC wird von dem Ornithindecarboxylase-Antizym am Ende der S-Phase inhibiert, und die ODC wird abgebaut. Die Expression des Antizyms wird von den entstandenen Polyaminen durch negative Rückkopplung induziert. Der Abbau der ODC ist ein prominentes Beispiel für die ubiquitinunabhängige Proteolyse von Enzymen.
Die Ornithindecarboxylase hat in tierischen Zellen eine sehr kurze Halbwertszeit von ungefähr 18 Minuten.

## Klinische Bedeutung
Die Ornithindecarboxylase wird von verschiedenen Medikamenten gehemmt, darunter Acitretin und Tazaroten, zwei Medikamente zur Behandlung schwerer Formen der Psoriasis, und Eflornithin, das zur topischen Behandlung des Hirsutismus bei Frauen eingesetzt wird. In allen Fällen wird das Zellwachstum durch die Hemmung vermindert.

## ODC in Pflanzen
In Pflanzenwurzeln katalysiert ODC die Synthese von Putrescin, das als Baustein von Alkaloiden verwendet wird.

## Nachweis der bakteriellen ODC
Auch zahlreiche Bakterienarten verfügen über die Ornithindecarboxylase. Der Nachweis des Enzyms in Vertretern der  gramnegativen Enterobakterien dient zur Differenzierung und ist Bestandteil einer Bunten Reihe zur Bestimmung der Gattung oder Art. Das Testverfahren wurde 1955 eingeführt und ist seit den 1970er Jahren Bestandteil von miniaturisierten Testsystemen (z. B. im API 20 E-System).
Für den Nachweis des bakteriellen Enzyms – oft als ODC abgekürzt – wird das standardisierte, ornithinhaltige Nährmedium mit Bakterienmaterial beimpft und unter anoxischen Bedingungen inkubiert. Um den Zutritt von Sauerstoff in das Teströhrchen zu verhindern, wird der inokulierte Ansatz entweder mit Paraffinöl oder mit Mineralöl überschichtet. Durch die Bildung des Diamins Putrescin steigt der pH-Wert im Testmedium, die Auswertung erfolgt anhand des Farbumschlags des im Nährmediums integrierten pH-Indikators. Für die optimale Enzymaktivität ist ein pH-Wert unter 5,5 erforderlich (saurer Bereich), während Nährmedien üblicherweise einen neutralen pH-Wert aufweisen.

### Verschiedene Testmedien
Bezüglich der Zusammensetzung des Differenzierungsmediums wie des verwendeten pH-Indikators gibt es Unterschiede:
In dem zuerst entwickelten Nährmedium nach Møller wird neben Ornithin auch D-Glucose eingesetzt, sowie Bromkresolpurpur als pH-Indikator, der pH-Wert wird auf 6,0 eingestellt. Die Bakterien verwerten zunächst den geringen Glucose-Anteil in einer Gärung, wobei Säuren entstehen (vergleiche Gemischte Säuregärung), wodurch der pH-Wert unter 5,5 gesenkt wird. Die dann einsetzende Reaktion der ODC alkalisiert das Testmedium und Bromkresolpurpur zeigt dies durch Farbumschlag von Gelb nach Purpur an. Es ist immer ein Vergleichsröhrchen mitzuführen, das kein Ornithin enthält, damit die anfängliche Säurebildung überprüft werden kann. Ein Nachteil ist, dass der Ansatz bis zu vier Tage inkubiert werden muss, bevor die Auswertung erfolgen kann. Eine Abwandlung dieses Differenzierungsmediums stellt der MIO-Agar dar, mit dem zusätzlich noch die Bildung von Indol durch die Bakterien und ihre Motilität überprüft werden können.
Als schnellere Variante gilt eine Methode, bei der ebenfalls Bromkresolpurpur eingesetzt wird, aber das Testmedium keine Glucose enthält. Neben Ornithin werden noch Peptone und Hefeextrakt eingesetzt, der pH-Wert wird auf 5,5 eingestellt. Das flüssige Nährmedium wird mit reichlich Bakterienmaterial inokuliert und für vier Stunden inkubiert, danach wird die Ornithindecarboxylase-Reaktion beurteilt. Eine ähnliche, ebenfalls ‚schnelle‘ (engl. rapid) Methode gibt es auch für den Nachweis der Lysindecarboxylase.
Alternativ wird Phenolrot als pH-Indikator eingesetzt, beispielsweise beim ODC-Tests im API 20 E-System. Es ist ebenfalls keine Glucose enthalten und der ursprüngliche pH-Wert ist auf 6,2 eingestellt. Hierbei soll eine Inkubationsdauer von 18 bis 24 Stunden eingehalten werden, bevor man die ODC-Reaktion beurteilt. Die Alkalisierung wird durch Farbumschlag von Phenolrot von Gelb nach Rot angezeigt, auch eine orange Färbung (pH-Wert knapp über 7,0) ist als positiv zu werten. Wird dies beachtet, ergibt sich eine Übereinstimmung von 99 % mit dem Verfahren nach Møller.

### Beispiele für ODC-positive und ODC-negative Bakterien
Der Nachweis der bakteriellen Ornithindecarboxylase ist für die Unterscheidung der Enterobakterien von Bedeutung. Vertreter der Gattungen Buttiauxella, Edwardsiella, Escherichia, Hafnia, Morganella, Shigella und die Spezies Cronobacter sakazakii verfügen über dieses Enzym.
Hingegen sind Vertreter der Gattungen Moellerella, Providencia und Rhanella ODC-negativ.
Innerhalb der Gattungen Cedecea, Citrobacter, Enterobacter, Klebsiella, Proteus, Salmonella, Serratia und Yersinia gibt es ODC-positive und -negative Vertreter, zu deren Unterscheidung der Nachweis der Ornithindecarboxylase-Reaktion beiträgt. Beispielsweise lassen sich so die medizinisch relevanten Arten Enterobacter cloacae, Klebsiella aerogenes (beide ODC-positiv) und Klebsiella pneumoniae (ODC-negativ) unterscheiden. Oder es gelingt die Differenzierung von Yersinia pestis und Yersinia pseudotuberculosis (beide ODC-negativ) zu anderen ODC-positiven Yersinia-Arten bzw. die Unterscheidung von Proteus mirabilis (ODC-positiv) und Proteus vulgaris (ODC-negativ, weniger pathogen).